# Ga Asabu
Ga Asabu (麻生駅 Asabu-eki) là nhà ga nằm trên Tuyến Namboku ở quận Kita, Hokkaido, Nhật Bản và được vận hành bởi hệ thống Tàu điện ngầm đô thị Sapporo. Nhà ga được đánh số N01.
Mặc dù nằm tương đối gần Ga Shin-Kotoni trên Tuyến Sasshō nhưng lại không có lối đi chuyển tiếp giữa hai nhà ga. Để đến Shin-Kotoni, bạn phải ra Lối ra số 3 và đi bộ ra 200m.

## Các tuyến
Ga Asabu được phục vụ bởi Tuyến Namboku và là ga cuối ở phía bắc của tuyến. Từ ngày 1 tháng 4 đến ngày 31 tháng 7 hàng năm, Sân ga 1 phục vụ các chuyến tàu khởi hành đi hướng Nam, các chuyến tàu đến Sân ga 2 ngay lập tức ngừng hoạt động trước khi đi đến điểm quay đầu bên ngoài ga. Từ ngày 1 tháng 8 đến ngày 31 tháng 3, cả hai sân ga đều phục vụ các chuyến tàu đến và đi theo lịch trình.

## Bố trí ga

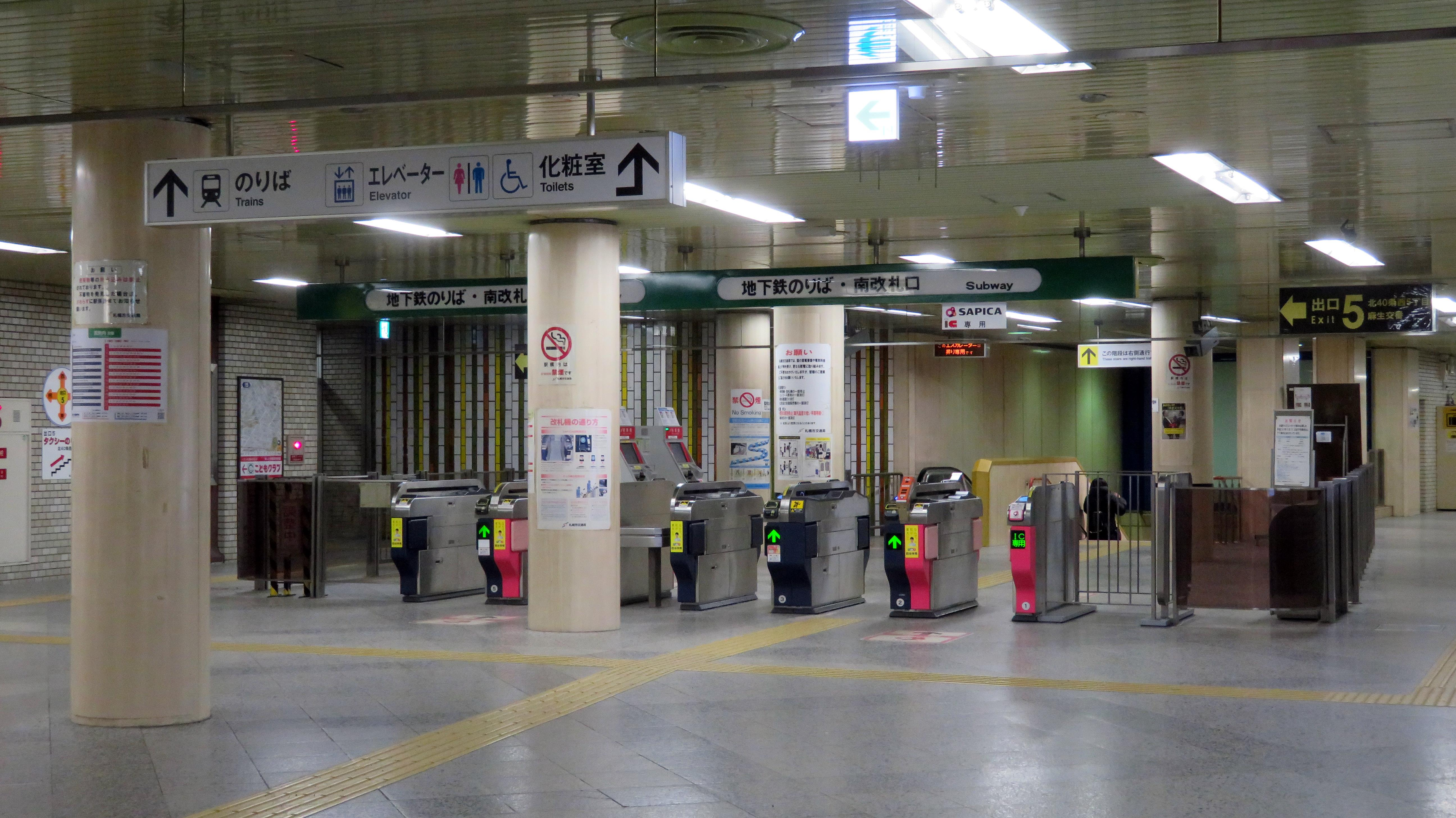
Cổng soát vé

| G                                     | Mặt đất                                                     | Lối vào/Lối ra                                              |
| Sân ga                                | Sân ga 1                                                    | Tuyến Namboku đi N02 Kita-Sanjūyo-Jō (Hướng đi Makomanai) → |
| Sân ga đảo, cửa sẽ mở ở bên trái/phải |                                                             |                                                             |
| Sân ga 2                              | Tuyến Namboku đi N02 Kita-Sanjūyo-Jō (Hướng đi Makomanai) → |                                                             |

## Lịch sử
Nhà ga mở cửa vào ngày 16 tháng 3 năm 1978, trùng với thời điểm mở cửa tuyến Namboku nối dài từ nhà ga này đến ga Kita-Nijūyo-Jō.

## Xung quanh nhà ga
- Ga Shin-Kotoni (Tuyến Sasshō)
- Quốc lộ 231
- Sân vận động bóng chày Asabu, Sapporo
- Nhà thi đấu Quận Kita, Sapporo
- Trung tâm cộng đồng Shin Kotoni, Quận Kita
- Sở cảnh sát Bắc Asabu
- Bưu điện Asabu, Sapporo